# کیل بوکسون
کیل بوکسون (کره‌ای: 길복순؛ انگلیسی: Kill Boksoon) فیلم جنایی محصول ۲۰۲۳ کره جنوبی به نویسندگی و کارگردانی بیون سونگ هیون و با بازی جیون دو-یون، سول کیونگ-گو، کیم شی آ، ایسوم و کو کیو-هوان است. این فیلم در ۳۱ مارس ۲۰۲۳ در نتفلیکس منتشر شد.